# ヘルクレス座ミュー星
ヘルクレス座μ星は、ヘルクレス座の恒星で3等星。

## 特徴
この星は、黄色の準巨星であり、将来の太陽の姿とされる。半径が太陽に比べ大きいのは、星の年齢によるものとされる。進化が進んだ星は自転速度が遅くなるが、この星の自転速度は太陽の10倍である。
離角0.5分の赤色矮星のペアは、主星から少なくとも300天文単位離れており、周期3700年で主星を公転する。この伴星のペアは、スペクトル型M3で10等のB、M4で11等のCで、1.5から3.6 平均2.2天文単位で43年周期で互いに公転している。2星の質量の合計は0.8太陽質量である。主星からこのペアを見ると、離角0.5度でそれぞれ満月の光度に見える。
離角4分の11等星は、連星系のメンバーであれば、少なくとも2100天文単位、公転周期67,000年の赤色矮星となる。
主星から、2.2天文単位に伴星の存在が示唆されているが、不確かである。